# Herrarnas spelartrupper i ishockey vid olympiska vinterspelen 2010
Nedan listas spelartrupperna för de tolv deltagande nationerna vid ishockeyturneringen i OS 2010. Varje nation får anmäla 20 utespelare och 3 målvakter.

## Grupp A

### Kanada
Förbundskapten: Pat Quinn
| Position | Namn              | Längd | Vikt | Födelsedatum      | Födelseort         | Klubblag (2009–10)    |
| -------- | ----------------- | ----- | ---- | ----------------- | ------------------ | --------------------- |
| MV       | Roberto Luongo    | 191   | 93   | 4 april 1979      | Montréal           | Vancouver Canucks     |
| MV       | Martin Brodeur    | 188   | 98   | 6 maj 1972        | Montréal           | New Jersey Devils     |
| MV       | Marc-Andre Fleury | 188   | 82   | 28 november 1984  | Sorel              | Pittsburgh Penguins   |
| B        | Dan Boyle         | 180   | 86   | 12 juli 1976      | Ottawa             | San Jose Sharks       |
| B        | Drew Doughty      | 185   | 92   | 8 december 1989   | Ottawa             | Los Angeles Kings     |
| B        | Duncan Keith      | 183   | 85   | 16 juli 1983      | Penticton          | Chicago Blackhawks    |
| B        | Scott Niedermayer | 185   | 91   | 31 augusti 1973   | Cranbrook          | Anaheim Ducks         |
| B        | Chris Pronger     | 198   | 101  | 10 oktober 1974   | Dryden             | Philadelphia Flyers   |
| B        | Brent Seabrook    | 191   | 100  | 20 april 1985     | Tsawwassen         | Chicago Blackhawks    |
| B        | Shea Weber        | 191   | 97   | 14 augusti 1985   | Sicamous           | Nashville Predators   |
| F        | Patrice Bergeron  | 188   | 88   | 24 juli 1985      | L'Ancienne-Lorette | Boston Bruins         |
| F        | Sidney Crosby     | 180   | 91   | 7 augusti 1987    | Cole Harbour       | Pittsburgh Penguins   |
| F        | Ryan Getzlaf      | 193   | 100  | 10 maj 1985       | Regina             | Anaheim Ducks         |
| F        | Dany Heatley      | 191   | 100  | 21 januari 1981   | Calgary            | San Jose Sharks       |
| F        | Jarome Iginla     | 185   | 95   | 1 juli 1977       | St. Albert         | Calgary Flames        |
| F        | Patrick Marleau   | 188   | 100  | 15 september 1979 | Aneroid            | San Jose Sharks       |
| F        | Brenden Morrow    | 180   | 95   | 16 januari 1979   | Carlyle            | Dallas Stars          |
| F        | Rick Nash         | 193   | 99   | 16 juni 1984      | Brampton           | Columbus Blue Jackets |
| F        | Corey Perry       | 191   | 95   | 16 maj 1985       | Peterborough       | Anaheim Ducks         |
| F        | Mike Richards     | 180   | 91   | 11 februari 1985  | Kenora             | Philadelphia Flyers   |
| F        | Eric Staal        | 193   | 93   | 29 oktober 1984   | Thunder Bay        | Carolina Hurricanes   |
| F        | Joe Thornton      | 193   | 107  | 2 juli 1979       | St. Thomas         | San Jose Sharks       |
| F        | Jonathan Toews    | 188   | 96   | 29 april 1988     | Winnipeg           | Chicago Blackhawks    |

MV - Målvakt; B - Back; F - Forward

### Norge
Förbundskapten: Roy Johansen
| Position | Namn                   | Längd | Vikt | Födelsedatum      | Födelseort  | Klubblag (2009–10)  |
| -------- | ---------------------- | ----- | ---- | ----------------- | ----------- | ------------------- |
| MV       | Pål Grotnes            | 188   | 86   | 7 mars 1977       | Lørenskog   | Stjernen Hockey     |
| MV       | André Lysenstøen       | 194   | 112  | 27 oktober 1988   | Oslo        | HeKi                |
| MV       | Ruben Smith            | 182   | 75   | 15 april 1987     | Stavanger   | Storhamar Dragons   |
| B        | Alexander Bonsaksen    | 180   | 83   | 24 januari 1987   | Oslo        | Modo Hockey         |
| B        | Jonas Holös            | 180   | 95   | 27 augusti 1987   | Sarpsborg   | Färjestads BK       |
| B        | Tommy Jakobsen         | 173   | 86   | 10 december 1970  | Oslo        | Lørenskog IK        |
| B        | Juha Kaunismäki        | 187   | 88   | 6 maj 1979        | Helsingfors | Stavanger Oilers    |
| B        | Lars Erik Lund         | 188   | 95   | 25 juli 1974      | Oslo        | Vålerenga IF        |
| B        | Ole-Kristian Tollefsen | 188   | 96   | 29 mars 1984      | Oslo        | Philadelphia Flyers |
| B        | Mats Trygg             | 178   | 82   | 1 juni 1976       | Oslo        | Kölner Haie         |
| F        | Jonas Solberg Andersen | 184   | 85   | 8 mars 1981       | Sarpsborg   | Sparta Warriors     |
| F        | Anders Bastiansen      | 188   | 97   | 31 oktober 1980   | Oslo        | Färjestads BK       |
| F        | Kristian Forsberg      | 183   | 86   | 5 maj 1986        | Oslo        | Modo Hockey         |
| F        | Mads Hansen            | 183   | 90   | 16 september 1978 | Oslo        | Brynäs IF           |
| F        | Marius Holtet          | 183   | 81   | 31 augusti 1984   | Hamar       | Färjestads BK       |
| F        | Lars Erik Spets        | 178   | 82   | 2 april 1985      | Trondheim   | Vålerenga IF        |
| F        | Mathis Olimb           | 179   | 79   | 1 februari 1986   | Oslo        | Frölunda Indians    |
| F        | Martin Röymark         | 184   | 86   | 10 november 1986  | Oslo        | Frölunda Indians    |
| F        | Per-Åge Skröder        | 180   | 92   | 4 augusti 1978    | Sarpsborg   | Modo Hockey         |
| F        | Patrick Thoresen       | 180   | 85   | 7 november 1983   | Oslo        | Salavat Julajev Ufa |
| F        | Tore Vikingstad        | 191   | 93   | 8 oktober 1975    | Trondheim   | Hannover Scorpions  |
| F        | Martin Laumann Ylven   | 190   | 95   | 22 december 1988  | Oslo        | Linköpings HC       |
| F        | Mats Zuccarello Åsen   | 171   | 73   | 1 september 1987  | Oslo        | Modo Hockey         |

MV - Målvakt; B - Back; F - Forward

### Schweiz
Förbundskapten: Ralph Krueger
| Position | Namn                  | Längd | Vikt | Födelsedatum      | Födelseort        | Klubblag (2009–10)     |
| -------- | --------------------- | ----- | ---- | ----------------- | ----------------- | ---------------------- |
| MV       | Ronnie Rüeger         | 186   | 89   | 26 februari 1973  | Bülach            | Kloten Flyers          |
| MV       | Jonas Hiller          | 188   | 86   | 12 februari 1982  | Felben-Wellhausen | Anaheim Ducks          |
| MV       | Tobias Stephan        | 188   | 82   | 21 januari 1984   | Zürich            | Genève-Servette HC     |
| B        | Severin Blindenbacher | 180   | 88   | 15 mars 1983      | Zürich            | Färjestads BK          |
| B        | Rafael Diaz           | 182   | 88   | 9 januari 1986    | Baar              | EV Zug                 |
| B        | Philippe Furrer       | 186   | 90   | 16 juni 1985      | Bern              | SC Bern                |
| B        | Patrick von Gunten    | 180   | 83   | 10 februari 1985  | Biel              | Kloten Flyers          |
| B        | Luca Sbisa            | 185   | 80   | 30 januari 1990   | Ozieri, Italien   | Lethbridge Hurricanes  |
| B        | Mathias Seger         | 181   | 84   | 17 december 1977  | Flawil            | ZSC Lions              |
| B        | Mark Streit           | 183   | 95   | 11 december 1977  | Englisberg        | New York Islanders     |
| B        | Yannick Weber         | 178   | 88   | 23 september 1988 | Morges            | Hamilton Bulldogs      |
| F        | Andreas Ambühl        | 176   | 85   | 14 september 1983 | Davos             | Hartford Wolf Pack     |
| F        | Thomas Déruns         | 186   | 86   | 1 mars 1982       |                   | Genève-Servette HC     |
| F        | Hnat Domenichelli     | 183   | 82   | 16 februari 1976  | Edmonton, Alberta | HC Lugano              |
| F        | Sandy Jeannin         | 180   | 83   | 28 februari 1976  | Les Bayards       | HC Fribourg-Gottéron   |
| F        | Romano Lemm           | 182   | 86   | 25 juni 1985      | Dielsdorf         | HC Lugano              |
| F        | Thibaut Monnet        | 183   | 83   | 2 februari 1982   |                   | ZSC Lions              |
| F        | Thierry Paterlini     | 184   | 96   | 27 april 1975     | Chur              | Rapperswil-Jona Lakers |
| F        | Martin Plüss          | 174   | 80   | 5 april 1977      | Murgenthal        | SC Bern                |
| F        | Ivo Rüthermann        | 172   | 76   | 12 december 1976  | Mosnang           | SC Bern                |
| F        | Raffaele Sannitz      | 187   | 93   | 18 maj 1983       | Lugano            | HC Lugano              |
| F        | Julien Sprunger       | 194   | 87   | 4 januari 1986    | Grolley           | HC Fribourg-Gottéron   |
| F        | Roman Wick            | 187   | 85   | 30 december 1985  | Zuzwil            | Kloten Flyers          |

MV - Målvakt; B - Back; F - Forward

### USA
Förbundskapten: Peter Laviolette
| Position | Namn                    | Längd | Vikt | Födelsedatum      | Födelseort               | Klubblag (2009–10)  |
| -------- | ----------------------- | ----- | ---- | ----------------- | ------------------------ | ------------------- |
| MV       | Ryan Miller             | 188   | 75   | 17 juli 1980      | East Lansing, Michigan   | Buffalo Sabres      |
| MV       | Jonathan Quick          | 185   | 91   | 21 januari 1986   | Hamden, Connecticut      | Los Angeles Kings   |
| MV       | Tim Thomas              | 180   | 91   | 15 april 1974     | Flint, Michigan          | Boston Bruins       |
| B        | Tim Gleason             | 183   | 98   | 21 mars 1988      | Clawson, Michigan        | Carolina Hurricanes |
| B        | Erik Johnson            | 193   | 107  | 21 mars 1988      | Bloomington, Minnesota   | St. Louis Blues     |
| B        | Jack Johnson            | 185   | 102  | 13 januari 1987   | Ann Arbor, Michigan      | Los Angeles Kings   |
| B        | Brooks Orpik            | 188   | 99   | 26 september 1980 | Amherst, New York        | Pittsburgh Penguins |
| B        | Brian Rafalski – A      | 178   | 87   | 28 september 1973 | Dearborn, Michigan       | Detroit Red Wings   |
| B        | Ryan Suter – A          | 185   | 88   | 21 januari 1985   | Madison, Wisconsin       | Nashville Predators |
| B        | Ryan Whitney            | 190   | 95   | 19 februari 1983  | Boston, Massachusetts    | Anaheim Ducks       |
| F        | David Backes            | 188   | 98   | 1 maj 1984        | Blaine, Minnesota        | St. Louis Blues     |
| F        | Dustin Brown – A        | 183   | 94   | 4 november 1984   | Ithaca, New York         | Los Angeles Kings   |
| F        | Ryan Callahan           | 180   | 84   | 21 mars 1985      | Rochester, New York      | New York Rangers    |
| F        | Chris Drury             | 179   | 86   | 20 augusti 1976   | Trumbull, Connecticut    | New York Rangers    |
| F        | Patrick Kane            | 178   | 81   | 19 november 1988  | Buffalo, New York        | Chicago Blackhawks  |
| F        | Ryan Kesler             | 188   | 92   | 31 augusti 1984   | Livonia, Michigan        | Vancouver Canucks   |
| F        | Phil Kessel             | 180   | 82   | 2 oktober 1987    | Madison, Wisconsin       | Toronto Maple Leafs |
| F        | Jamie Langenbrunner – C | 185   | 91   | 24 juli 1975      | Cloquet, Minnesota       | New Jersey Devils   |
| F        | Ryan Malone             | 193   | 102  | 1 december 1979   | Pittsburgh, Pennsylvania | Tampa Bay Lightning |
| F        | Zach Parise – A         | 180   | 86   | 28 juli 1984      | Prior Lake, Minnesota    | New Jersey Devils   |
| F        | Joe Pavelski            | 180   | 88   | 11 juli 1984      | Plover, Wisconsin        | San Jose Sharks     |
| F        | Bobby Ryan              | 188   | 97   | 17 mars 1987      | Cherry Hill, New Jersey  | Anaheim Ducks       |
| F        | Paul Stastny            | 183   | 93   | 27 december 1985  | Québec, Kanada           | Colorado Avalanche  |

MV - Målvakt; B - Back; F - Forward

## Grupp B

### Tjeckien
Förbundskapten: Vladimír Růžička
| Position | Namn              | Längd | Vikt | Födelsedatum      | Födelseort        | Klubblag (2009–10)     |
| -------- | ----------------- | ----- | ---- | ----------------- | ----------------- | ---------------------- |
| MV       | Ondřej Pavelec    | 188   | 91   | 31 augusti 1987   | Kladno            | Atlanta Thrashers      |
| MV       | Jakub Stepanek    | 187   | 71   | 20 juni 1986      | Vsetín            | HC Vítkovice           |
| MV       | Tomáš Vokoun      | 183   | 88   | 2 juli 1976       | Karlovy Vary      | Florida Panthers       |
| B        | Miroslav Blaťák   | 183   | 79   | 25 maj 1982       | Zlín              | Salavat Yulayev Ufa    |
| B        | Jan Hejda         | 191   | 95   | 18 juni 1978      | Prag              | Columbus Blue Jackets  |
| B        | Tomáš Kaberle     | 185   | 90   | 2 mars 1978       | Rakovník          | Toronto Maple Leafs    |
| B        | Filip Kuba        | 196   | 103  | 29 december 1976  | Ostrava           | Ottawa Senators        |
| B        | Pavel Kubina      | 193   | 111  | 15 april 1977     | Čeladná           | Atlanta Thrashers      |
| B        | Zbyněk Michálek   | 185   | 91   | 23 december 1982  | Jindřichův Hradec | Phoenix Coyotes        |
| B        | Roman Polák       | 185   | 103  | 28 april 1986     | Ostrava           | St. Louis Blues        |
| B        | Marek Židlický    | 180   | 86   | 3 februari        | Most              | Minnesota Wild         |
| F        | Petr Čajánek      | 180   | 80   | 18 augusti 1975   | Zlín              | SKA Sankt Petersburg   |
| F        | Roman Červenka    | 181   | 85   | 10 december 1985  | Prag              | Slavia Prague          |
| F        | Patrik Eliáš      | 181   | 88   | 13 april 1976     | Třebíč            | New Jersey Devils      |
| F        | Martin Erat       | 183   | 91   | 12 augusti 1982   | Třebíč            | Nashville Predators    |
| F        | Tomáš Fleischmann | 185   | 87   | 16 maj 1984       | Kopřivnice        | Washington Capitals    |
| F        | Martin Havlát     | 188   | 98   | 19 april 1981     | Mladá Boleslav    | Minnesota Wild         |
| F        | Jaromír Jágr      | 191   | 110  | 15 februari 1972  | Kladno            | Avangard Omsk          |
| F        | David Krejčí      | 183   | 80   | 28 april 1986     | Šternberk         | Boston Bruins          |
| F        | Milan Michálek    | 188   | 102  | 7 december 1984   | Jindřichův Hradec | Ottawa Senators        |
| F        | Tomáš Plekanec    | 180   | 90   | 31 oktober 1982   | Kladno            | Montreal Canadiens     |
| F        | Tomáš Rolinek     | 175   | 78   | 17 februari 1980  | Žďár nad Sázavou  | Metallurg Magnitogorsk |
| F        | Josef Vašíček     | 193   | 104  | 12 september 1980 | Havlíčkův Brod    | Lokomotiv Yaroslavl    |

MV - Målvakt; B - Back; F - Forward

### Lettland
Förbundskapten: Leonids Beresnevs
| Position | Namn                | Längd | Vikt | Födelsedatum      | Födelseort | Klubblag (2009–10)      |
| -------- | ------------------- | ----- | ---- | ----------------- | ---------- | ----------------------- |
| MV       | Edgars Masaļskis    | 177   | 75   | 31 mars 1980      | Riga       | Dinamo Riga             |
| MV       | Ervīns Muštukovs    | 184   | 75   | 7 april 1984      | Riga       | Dinamo Riga             |
| MV       | Sergejs Naumovs     | 178   | 78   | 4 april 1969      | Riga       | Dinamo Juniors Riga     |
| B        | Georgijs Pujacs     | 185   | 95   | 11 juni 1981      | Riga       | HK Sibir Novosibirsk    |
| B        | Kristaps Sotnieks   | 180   | 80   | 29 januari 1987   | Riga       | Dinamo Riga             |
| B        | Arvīds Reķis        | 180   | 90   | 1 januari 1979    | Jūrmala    | Wolfsburg Grizzly Adams |
| B        | Krišjānis Rēdlihs   | 189   | 80   | 15 januari 1981   | Riga       | Dinamo Riga             |
| B        | Guntis Galviņš      | 186   | 87   | 25 januari 1986   | Talsi      | Dinamo Riga             |
| B        | Rodrigo Laviņš      | 178   | 85   | 3 augusti 1974    | Riga       | Dinamo Riga             |
| B        | Kārlis Skrastiņš    | 188   | 93   | 9 juli 1974       | Riga       | Dallas Stars            |
| B        | Oskars Bārtulis     | 188   | 92   | 21 januari 1987   | Ogre       | Philadelphia Flyers     |
| F        | Lauris Dārziņš      | 190   | 90   | 28 januari 1985   | Riga       | Dinamo Riga             |
| F        | Herberts Vasiļjevs  | 181   | 80   | 23 maj 1976       | Riga       | Krefeld Pinguine        |
| F        | Miķelis Rēdlihs     | 180   | 80   | 1 juli 1984       | Riga       | Dinamo Riga             |
| F        | Ģirts Ankipāns      | 183   | 83   | 29 november 1975  | Riga       | Dinamo Riga             |
| F        | Mārtiņš Cipulis     | 180   | 81   | 29 november 1980  | Cēsis      | Dinamo Riga             |
| F        | Jānis Sprukts       | 190   | 104  | 31 januari 1982   | Riga       | Dinamo Riga             |
| F        | Aleksejs Širokovs   | 182   | 86   | 20 februari 1981  | Riga       | Amur Khabarovsk         |
| F        | Mārtiņš Karsums     | 178   | 90   | 26 februari 1986  | Riga       | Norfolk Admirals        |
| F        | Aleksandrs Ņiživijs | 177   | 77   | 16 september 1976 | Riga       | Dinamo Riga             |
| F        | Armands Bērziņš     | 192   | 90   | 27 december 1983  | Riga       | Dinamo Riga             |
| F        | Kaspars Daugaviņš   | 183   | 93   | 18 maj 1988       | Riga       | Binghamton Senators     |
| F        | Gints Meija         | 183   | 80   | 4 september 1987  | Riga       | Dinamo Riga             |

MV - Målvakt; B - Back; F - Forward

### Ryssland
Förbundskapten: Vjatjeslav Bykov
| Position | Namn                | Längd | Vikt | Födelsedatum      | Födelseort          | Klubblag (2009–10)     |
| -------- | ------------------- | ----- | ---- | ----------------- | ------------------- | ---------------------- |
| MV       | Jevgenij Nabokov    | 183   | 91   | 25 juli 1975      | Öskemen (Kazakstan) | San Jose Sharks        |
| MV       | Ilja Bryzgalov      | 191   | 90   | 22 juni 1980      | Toljatti            | Phoenix Coyotes        |
| MV       | Simeon Varlamov     | 191   | 96   | 27 april 1988     | Samara              | Washington Capitals    |
| B        | Andrej Markov       | 183   | 92   | 20 december 1978  | Voskresensk         | Montreal Canadiens     |
| B        | Ilja Nikulin        | 191   | 100  | 12 mars 1982      | Moskva              | Ak Bars Kazan          |
| B        | Dmitrij Kalinin     | 191   | 93   | 22 juli 1980      | Tjeljabinsk         | Salavat Julajev Ufa    |
| B        | Konstantin Kornejev | 180   | 82   | 5 juni 1984       | Moskva              | CSKA Moskva            |
| B        | Denis Grebesjkov    | 185   | 88   | 11 oktober 1983   | Jaroslavl           | Edmonton Oilers        |
| B        | Fjodor Tiutin       | 188   | 95   | 19 juli 1983      | Izjevsk             | Columbus Blue Jackets  |
| B        | Sergej Gontjar      | 188   | 98   | 13 april 1974     | Tjeljabinsk         | Pittsburgh Penguins    |
| B        | Anton Voltjenkov    | 185   | 107  | 15 februari 1982  | Moskva              | Ottawa Senators        |
| F        | Pavel Datsiuk       | 180   | 88   | 20 juli 1978      | Sverdlovsk          | Detroit Red Wings      |
| F        | Jevgenij Malkjin    | 191   | 88   | 31 juli 1986      | Magnitogorsk        | Pittsburgh Penguins    |
| F        | Sergej Fjodorov     | 188   | 93   | 13 december 1969  | Pskov               | Metallurg Magnitogorsk |
| F        | Ilja Kovaltjuk      | 187   | 107  | 15 april 1983     | Kalinin             | Atlanta Thrashers      |
| F        | Maksim Afinogenov   | 183   | 86   | 4 september 1979  | Moskva              | Atlanta Thrashers      |
| F        | Danis Zaripov       | 185   | 84   | 26 mars 1981      | Tjeljabinsk         | Ak Bars Kazan          |
| F        | Aleksandr Siomin    | 188   | 93   | 3 mars 1984       | Krasnojarsk         | Washington Capitals    |
| F        | Sergej Zinovjev     | 178   | 81   | 4 mars 1980       | Prokopjevsk         | Salavat Julajev Ufa    |
| F        | Aleksandr Radulov   | 185   | 85   | 15 juli 1986      | Nizjnij Tagil       | Salavat Julajev Ufa    |
| F        | Viktor Kozlov       | 196   | 107  | 14 februari 1975  | Toljatti            | Salavat Julajev Ufa    |
| F        | Aleksandr Ovetjkin  | 188   | 108  | 17 september 1985 | Moskva              | Washington Capitals    |
| F        | Aleksej Morozov     | 188   | 89   | 16 februari 1977  | Moskva              | Ak Bars Kazan          |

MV - Målvakt; B - Back; F - Forward

### Slovakien
Förbundskapten: Ján Filc
| Position | Namn               | Längd | Vikt | Födelsedatum      | Födelseort        | Klubblag (2009–10)    |
| -------- | ------------------ | ----- | ---- | ----------------- | ----------------- | --------------------- |
| MV       | Jaroslav Halák     | 180   | 82   | 13 maj 1985       | Bratislava        | Montreal Canadiens    |
| MV       | Peter Budaj        | 185   | 91   | 18 september 1982 | Banská Bystrica   | Colorado Avalanche    |
| MV       | Rastislav Staňa    | 185   | 88   | 10 januari 1980   | Košice            | HC Severstal          |
| B        | Zdeno Chára        | 206   | 116  | 18 mars 1977      | Trenčín           | Boston Bruins         |
| B        | Ľubomír Višňovský  | 180   | 84   | 11 augusti 1976   | Topoľčany         | Edmonton Oilers       |
| B        | Andrej Sekera      | 183   | 91   | 8 juni 1986       | Bojnice           | Buffalo Sabres        |
| B        | Andrej Meszároš    | 188   | 100  | 13 oktober 1985   | Považská Bystrica | Tampa Bay Lightning   |
| B        | Milan Jurčina      | 193   | 111  | 7 juni 1983       | Liptovský Mikuláš | Columbus Blue Jackets |
| B        | Martin Štrbák      | 184   | 96   | 15 januari 1975   | Prešov            | HC MVD                |
| B        | Ivan Baranka       | 191   | 91   | 19 maj 1985       | TIlava            | Spartak Moskva        |
| F        | Marián Hossa       | 187   | 95   | 12 januari 1979   | Stara Lubovna     | Chicago Blackhawks    |
| F        | Marián Gáborík     | 185   | 90   | 14 februari 1982  | Trenčín           | New York Rangers      |
| F        | Pavol Demitra      | 183   | 91   | 29 november 1974  | Dubnica nad Váhom | Vancouver Canucks     |
| F        | Michal Handzuš     | 196   | 98   | 11 mars 1977      | Banská Bystrica   | Los Angeles Kings     |
| F        | Ľuboš Bartečko     | 183   | 86   | 14 juli 1976      | Kežmarok          | SC Bern               |
| F        | Marcel Hossa       | 192   | 100  | 12 oktober 1981   | Ilava             | Dinamo Riga           |
| F        | Martin Cibák       | 185   | 89   | 17 maj 1980       | Liptovský Mikuláš | Spartak Moskva        |
| F        | Tomáš Kopecký      | 191   | 91   | 5 februari 1982   | Ilava             | Chicago Blackhawks    |
| F        | Žigmund Pálffy     | 178   | 82   | 5 maj 1972        | Skalica           | HK 36 Skalica         |
| F        | Branko Radivojevič | 183   | 94   | 24 november 1980  | Piešťany          | Spartak Moskva        |
| F        | Jozef Stümpel      | 191   | 101  | 20 juli 1972      | Nitra             | Barys Astana          |
| F        | Miroslav Šatan     | 191   | 87   | 22 oktober 1974   | Jacovce           |                       |
| F        | Richard Zedník     | 185   | 89   | 6 januari 1976    | Banská Bystrica   | Lokomotiv Yaroslavl   |

MV - Målvakt; B - Back; F - Forward

## Grupp C

### Vitryssland
Förbundskapten: Mikhail Zakharov
| Position | Namn                | Längd | Vikt | Födelsedatum      | Födelseort  | Klubblag (2009–10)         |
| -------- | ------------------- | ----- | ---- | ----------------- | ----------- | -------------------------- |
| MV       | Vitali Koval        | 188   | 100  | 31 mars 1980      | Perm        | Dynamo Minsk               |
| MV       | Maxim Malyutin      | 180   | 74   | 16 september 1988 |             | HK Vitebsk                 |
| MV       | Andrei Mezin        | 182   | 78   | 8 juli 1974       | Chelyabinsk | Dynamo Minsk               |
| B        | Andrei Karev        | 180   | 90   | 12 februari 1985  |             | HK Dynamo Minsk            |
| B        | Sergei Kolosov      | 193   | 92   | 22 maj 1986       |             | Grand Rapids Griffins      |
| B        | Vladimir Denisov    | 181   | 94   | 29 juni 1984      | Novopolotsk | HK Dynamo Minsk            |
| B        | Viktor Kostiuchenok | 187   | 94   | 7 juni 1979       |             | Amur Khabarovsk            |
| B        | Ruslan Salej        | 184   | 96   | 2 november 1974   | Minsk       | Colorado Avalanche         |
| B        | Nikolai Stasenko    | 195   | 101  | 15 februari 1987  | Roshino     | Amur Khabarovsk            |
| B        | Aleksandr Makritski | 186   | 90   | 11 augusti 1971   |             | HK Dynamo Minsk            |
| B        | Aleksandr Ryadinsky | 189   | 93   | 1 april 1978      |             | HK Dynamo Minsk            |
| F        | Oleg Antonenko      | 187   | 92   | 1 juli 1971       | Minsk       | Avtomobilist Yekaterinburg |
| F        | Sergei Demagin      | 183   | 79   | 19 juli 1986      | Minsk       | HC Neftekhimik Nizhnekamsk |
| F        | Dmitri Meleshko     | 181   | 81   | 8 november 1982   | Minsk       | HK Dynamo Minsk            |
| F        | Aleksej Kaljuzjnij  | 178   | 84   | 13 juni 1977      | Minsk       | HC Dynamo Moskva           |
| F        | Konstantin Koltsov  | 186   | 90   | 17 april 1981     | Minsk       | Salavat Yulayev Ufa        |
| F        | Konstantin Zakharov | 186   | 93   | 2 maj 1985        | Minsk       | HK Dynamo Minsk            |
| F        | Sergei Kostitsyn    | 180   | 93   | 20 mars 1987      | Navapolatsk | Montreal Canadiens         |
| F        | Alexander Kulakov   | 182   | 89   | 15 maj 1983       |             | Dynamo Minsk               |
| F        | Andrei Mikhalev     | 185   | 90   | 23 februari 1978  | Minsk       | Dynamo Minsk               |
| F        | Andrei Stas         | 187   | 83   | 18 oktober 1988   | Minsk       | Dynamo Minsk               |
| F        | Alexei Ugarov       | 179   | 80   | 2 januari 1985    | Minsk       | HC MVD                     |
| F        | Sergei Zadelenov    | 178   | 88   | 27 februari 1976  |             | Dynamo Minsk               |

MV - Målvakt; B - Back; F - Forward

### Finland
Förbundskapten: Jukka Jalonen
| Position | Namn              | Längd | Vikt | Födelsedatum      | Födelseort        | Klubblag (2009–10)  |
| -------- | ----------------- | ----- | ---- | ----------------- | ----------------- | ------------------- |
| MV       | Niklas Bäckström  | 185   | 89   | 13 februari 1978  | Helsingfors       | Minnesota Wild      |
| MV       | Miikka Kiprusoff  | 188   | 85   | 26 oktober 1976   | Åbo               | Calgary Flames      |
| MV       | Antero Nittymäki  | 185   | 84   | 18 juni 1980      | Åbo               | Tampa Bay Lightning |
| B        | Lasse Kukkonen    | 183   | 85   | 18 september 1981 | Uleåborg          | Avangard Omsk       |
| B        | Sami Lepistö      | 183   | 80   | 17 oktober 1984   | Esbo              | Phoenix Coyotes     |
| B        | Toni Lydman       | 185   | 92   | 25 september 1977 | Lahtis            | Buffalo Sabres      |
| B        | Janne Niskala     | 184   | 85   | 22 september 1981 | Västerås, Sverige | Frölunda Indians    |
| B        | Joni Pitkänen     | 191   | 97   | 19 september 1983 | Uleåborg          | Carolina Hurricanes |
| B        | Sami Salo         | 191   | 93   | 2 september 1974  | Åbo               | Vancouver Canucks   |
| B        | Kimmo Timonen     | 178   | 88   | 18 mars 1975      | Kuopio            | Philadelphia Flyers |
| F        | Valtteri Filppula | 183   | 88   | 20 mars 1984      | Vanda             | Detroit Red Wings   |
| F        | Niklas Hagman     | 183   | 93   | 5 december 1979   | Helsingfors       | Toronto Maple Leafs |
| F        | Jarkko Immonen    | 183   | 95   | 19 april 1982     | Rantasalmi        | Ak Bars Kazan       |
| F        | Olli Jokinen      | 191   | 98   | 5 december 1978   | Koupio            | Calgary Flames      |
| F        | Niko Kapanen      | 175   | 82   | 29 april 1978     | Hattula           | Ak Bars Kazan       |
| F        | Mikko Koivu       | 188   | 91   | 12 mars 1983      | Åbo               | Minnesota Wild      |
| F        | Saku Koivu        | 178   | 83   | 23 november 1974  | Åbo               | Anaheim Ducks       |
| F        | Jere Lehtinen     | 183   | 87   | 24 juni 1973      | Esbo              | Dallas Stars        |
| F        | Antti Miettinen   | 183   | 86   | 3 juli 1980       | Tavastehus        | Minnesota Wild      |
| F        | Ville Peltonen    | 178   | 83   | 24 maj 1973       | Vanda             | Dynamo Minsk        |
| F        | Jarkko Ruutu      | 185   | 93   | 23 augusti 1975   | Vanda             | Ottawa Senators     |
| F        | Tuomo Ruutu       | 185   | 96   | 16 februari 1983  | Vanda             | Carolina Hurricanes |
| F        | Teemu Selänne     | 183   | 93   | 3 juli 1970       | Helsingfors       | Anaheim Ducks       |

MV - Målvakt; B - Back; F - Forward

### Tyskland
Förbundskapten: Uwe Krupp
| Position | Namn                | Längd | Vikt | Födelsedatum     | Födelseort             | Klubblag (2009–10)         |
| -------- | ------------------- | ----- | ---- | ---------------- | ---------------------- | -------------------------- |
| MV       | Dennis Endras       | 182   | 72   | 14 juli 1985     | Immenstadt im Allgäu   | Augsburger Panther         |
| MV       | Thomas Greiss       | 185   | 86   | 26 januari 1986  | Füssen                 | San Jose Sharks/ Brynäs IF |
| MV       | Dimitri Pätzold     | 193   | 99   | 3 februari 1983  | Öskemen                | ERC Ingolstadt             |
| B        | Michael Bakos       | 190   | 90   | 2 mars 1979      | Augsburg               | ERC Ingolstadt             |
| B        | Christian Ehrhoff   | 188   | 90   | 6 juli 1982      | Moers                  | Vancouver Canucks          |
| B        | Jakub Ficenec       | 179   | 89   | 11 februari 1977 | Hradec Králové         | ERC Ingolstadt             |
| B        | Sven Butenschön     | 192   | 96   | 22 mars 1976     | Itzehoe                | Adler Mannheim             |
| B        | Korbinian Holzer    | 190   | 93   | 16 februari 1988 | München                | DEG Metro Stars            |
| B        | Chris Schmidt       | 189   | 91   | 1 mars 1976      | Beaver Lodge, Alberta  | Adler Mannheim             |
| B        | Dennis Seidenberg   | 193   | 95   | 18 juli 1981     | Villingen-Schwenningen | Florida Panthers           |
| B        | Alexander Sulzer    | 185   | 94   | 30 maj 1984      | Kaufbeuren             | Nashville Predators        |
| F        | Jochen Hecht        | 185   | 90   | 21 juni 1977     | Mannheim               | Buffalo Sabres             |
| F        | Sven Felski         | 180   | 76   | 18 november 1974 | Berlin                 | Eisbären Berlin            |
| F        | Marcel Goc          | 185   | 92   | 24 augusti 1983  | Calw                   | Nashville Predators        |
| F        | Kai Hospelt         | 185   | 85   | 23 augusti 1985  | Köln                   | Grizzly Adams Wolfsburg    |
| F        | Thomas Greilinger   | 180   | 110  | 6 augusti 1981   | Deggendorf             | ERC Ingolstadt             |
| F        | Manuel Klinge       | 180   | 80   | 5 september 1984 | Kassel                 | Kassel Huskies             |
| F        | Marcel Müller       | 193   | 104  | 10 juli 1988     | Berlin                 | Kölner Haie                |
| F        | Travis James Mulock | 183   | 88   | 26 februari 1985 | Langley                | Eisbären Berlin            |
| F        | André Rankel        | 186   | 89   | 27 augusti 1985  | Berlin                 | Eisbären Berlin            |
| F        | Marco Sturm         | 181   | 88   | 8 september 1978 | Dingolfing             | Boston Bruins              |
| F        | John Tripp          | 191   | 104  | 4 maj 1977       | Kingston               | Hamburg Freezers           |
| F        | Michael Wolf        | 178   | 75   | 24 januari 1981  | Ehenbichl              | Iserlohn Roosters          |

MV - Målvakt; B - Back; F - Forward

### Sverige
Förbundskapten: Bengt-Åke Gustafsson
| Position | Namn              | Längd | Vikt | Födelsedatum      | Födelseort    | Klubblag (2009–10)                |
| -------- | ----------------- | ----- | ---- | ----------------- | ------------- | --------------------------------- |
| MV       | Jonas Gustavsson  | 191   | 87   | 24 oktober 1984   | Danderyd      | Toronto Maple Leafs               |
| MV       | Stefan Liv        | 183   | 80   | 21 december 1980  | Gdynia, Polen | HV71                              |
| MV       | Henrik Lundqvist  | 185   | 88   | 2 mars 1982       | Åre           | New York Rangers                  |
| B        | Tobias Enström    | 178   | 79   | 5 november 1984   | Nordingrå     | Atlanta Thrashers                 |
| B        | Magnus Johansson  | 178   | 82   | 4 september 1973  | Linköping     | Linköpings HC                     |
| B        | Niklas Kronwall   | 183   | 86   | 12 januari 1981   | Stockholm     | Detroit Red Wings/ Calgary Flames |
| B        | Nicklas Lidström  | 188   | 86   | 28 april 1970     | Avesta        | Detroit Red Wings                 |
| B        | Douglas Murray    | 191   | 109  | 12 mars 1980      | Bromma        | San Jose Sharks                   |
| B        | Johnny Oduya      | 183   | 91   | 1 oktober 1981    | Stockholm     | New Jersey Devils                 |
| B        | Henrik Tallinder  | 191   | 98   | 10 januari 1979   | Stockholm     | Buffalo Sabres                    |
| B        | Mattias Öhlund    | 191   | 100  | 9 september 1976  | Piteå         | Tampa Bay Lightning               |
| F        | Daniel Alfredsson | 180   | 93   | 11 december 1972  | Göteborg      | Ottawa Senators                   |
| F        | Nicklas Bäckström | 185   | 95   | 23 november 1987  | Gävle         | Washington Capitals               |
| F        | Loui Eriksson     | 185   | 83   | 17 juli 1985      | Göteborg      | Dallas Stars                      |
| F        | Peter Forsberg    | 183   | 95   | 20 juli 1973      | Örnsköldsvik  | Modo Hockey                       |
| F        | Johan Franzén     | 191   | 100  | 23 december 1979  | Vetlanda      | Detroit Red Wings                 |
| F        | Patric Hörnqvist  | 180   | 85   | 1 januari 1987    | Sollentuna    | Nashville Predators               |
| F        | Fredrik Modin     | 193   | 101  | 8 oktober 1974    | Sundsvall     | Columbus Blue Jackets             |
| F        | Samuel Påhlsson   | 183   | 96   | 17 december 1977  | Ånge          | Columbus Blue Jackets             |
| F        | Daniel Sedin      | 185   | 83   | 26 september 1980 | Örnsköldsvik  | Vancouver Canucks                 |
| F        | Henrik Sedin      | 188   | 83   | 26 september 1980 | Örnsköldsvik  | Vancouver Canucks                 |
| F        | Mattias Weinhandl | 182   | 85   | 1 juni 1980       | Ljungby       | HC Dynamo Moscow                  |
| F        | Henrik Zetterberg | 180   | 88   | 9 oktober 1980    | Njurunda      | Detroit Red Wings                 |

MV - Målvakt; B - Back; F - Forward